# Textile
Textile är ett lättviktigt märkspråk (engelska: markup), ursprungligen av Dean Allen och kategoriserat som en "mänsklig textgenerator för webben". Textile konverterar den märkta texten till godkänd XHTML, med font- och skriftmässigt korrekta tecken för apostrofer, begynnande och avslutande dubbla citationstecken, ellipser och tankstreck.
Textile var från början implementerad i PHP, men har sedan översatts för att inkluderas i andra programmeringsspråk så som Perl, Python, Ruby, ASP, Java och C#.
Textile distribueras under en BSD licens och är inkluderat, eller tillgängligt som [insticksprogram], i flera innehållshanteringssystem/CMS.
Version 2.0 beta släpptes 2004 som en del av Textpattern, ett innehållshanteringssystem.
Version 2.0 släpptes år 2006.

## Textile formateringsexempel
Det här är inte en fullständig beskrivning över Textiles syntax. För en fullständig lista över alla operander i Textile 2, se den fullständiga listan över Textiles formateringssyntax. 
Betonad text:
```
_betonad_ (kursiverad)

*starkt betonad* (fetstil)
```

Listor:
```
* Något i en 
punktlista
 (oordnad lista)
* Något annat i samma punktlista
** Andra nivån
** Andra nivåns punkter
*** Tredje nivån
```

```
# Något i en numrerad (ordnad) lista
# Ytterligare en punkt i en numrerad lista
## Nivå två i en ordnad lista
```

```
* Det här är en punkt i en lista
*# Det här är en numrerad rad
*# Det här är ytterligare en numrerad rad
* Det här är ytterligare en punkt
```

Tabeller (ett | tecken måste börja varje rad):
```
|_. Rubrik |_. Rubrik |_. Rubrik |
| Cell 1 | Cell 2 | Cell 3 |
| Cell 1 | Cell 2 | Cell 3 |
```

Kod:
```
@kod@
```

Rubriker: (du måste lämna en blank rad efter varje rubrik)
```
h1(#id). Den första nivåns HTML-rubrik
```

```
h2. Den andra nivåns HTML-rubrik
```

```
h3. En tredje-nivås HTML-rubrik
```

```
h4. En fjärde-nivås HTML-rubrik
```

```
h5. En femte-nivås HTML-rubrik
```

```
h6. En sjätte-nivås HTML-rubrik
```

Citatblock:
```
bq. Den här texten kommer att vara inramad av HTML-taggar för citatblock.
```

Länkar:
```
"länktext:länk_adress"
"(klassnamn)länktext(titel verktygstips)":länk_adress
```

Bilder:
```
!bildadress!
```